# Oskar Anderson (Statistiker)

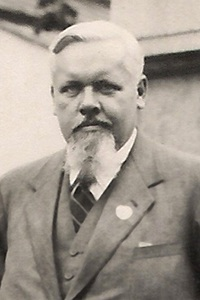
Oskar Anderson

Oskar Johann Viktor Anderson, auch Oskar Nikolajewitsch Anderson (* 2. August 1887 in Minsk, Belarus; † 12. Februar 1960 in München), war ein deutscher Ökonom und Mathematiker und zählt zu den einflussreichsten Statistikern des 20. Jahrhunderts.

## Leben
Oskar Anderson wurde in Minsk in eine deutschbaltische Familie geboren (seine Brüder waren der bekannte Folklorist Walter Anderson und der Astrophysiker Wilhelm Anderson), er wuchs in Kasan auf, wo sein Vater Nikolai Anderson Professor für Finno-ugrische Sprachen war.
Nach Erreichen des Schulabschlusses 1906 studierte er zunächst Mathematik und Physik an der Kasaner Universität, wechselte aber 1907 zum Studium der Volkswirtschaftslehre an der Nationalökonomischen Fakultät in Sankt Petersburg, wo er bis 1915 erst Schüler und dann Assistent von Alexander Tschuprow war. 1912 promovierte Anderson zum Candidat der Ökonomie und erhielt seinen ersten akademischen Posten als Dozent in Petersburg. 1917 zog er nach Kiew, wo er sich 1918 habilitierte. 1920 verließ Anderson Russland und lebte zuerst in Budapest (Ungarn), bevor er 1924 eine Professur an der Wirtschaftsuniversität Varna (Bulgarien) annahm, wo er bis 1933 blieb. Von 1935 bis 1940 war er Professor an der Universität Sofia, wo er den Posten des Direktors des Statistischen Instituts für Wirtschaftsforschung hielt.
Während des Zweiten Weltkrieges siedelte Oskar Anderson nach Deutschland über und lehrte von 1942 bis 1947 an der Christian-Albrechts-Universität zu Kiel, wo er Anfang 1943 zum a. o. Professor ernannt wurde, womit ihm auch die Leitung der Abteilung für Ostforschung am Institut für Weltwirtschaft übertragen wurde. 1947 übernahm er den Lehrstuhl für Ökonomie an der Universität München, den er bis zu seiner Emeritierung im Jahr 1956 innehatte. Oskar Anderson wurde 1957 die Ehrendoktorwürde von der Wirtschaftshochschule Mannheim und der Universität Wien verliehen.
Er zählt zu den meistrespektierten Ökonomen und Statistikern seiner Zeit.
Sein gleichnamiger Sohn Oskar Anderson (1922–2006) lehrte von 1970 bis 1988 auf einem Lehrstuhl für Statistik ebenfalls an der Universität München.

## Schriften (Auswahl)
- Einführung in die Mathematische Statistik. Springer, Wien 1935, ISBN 978-3-7091-5873-9, doi:10.1007/978-3-7091-5923-1.
- Über die repräsentative Methode und deren Anwendung auf die Aufarbeitung der Ergebnisse der bulgarischen landwirtschaftlichen Betriebszählung vom 31. Dezember 1926. Bayer. Statist. Landesamt, München 1949
- Die Saisonschwankungen in der deutschen Stromproduktion vor und nach dem Kriege. Inst. f. Wirtschaftsforschung, München 1950